# Monaster Świętych Cierpiętników Carskich
Monaster Świętych Cierpiętników Carskich (ros. Монастырь в честь Святых Царственных Страстотерпцев) – męski klasztor prawosławny w uroczysku Ganina Jama w okolicach Jekaterynburga, w eparchii jekaterynburskiej, założony na miejscu, gdzie 17 lipca 1918 czekiści jekaterynburscy ukryli szczątki zamordowanego cara Mikołaja II Romanowa, jego rodziny i służących.

## Historia
W nocy z 16 na 17 lipca 1918 w tzw. domu Ipatiewa w Jekaterynburgu zostali zamordowani ostatni car Rosji Mikołaj II, jego żona Aleksandra, córki Olga, Tatiana, Maria i Anastazja, syn Aleksy, członkowie ich służby i lekarz. W celu ukrycia tego faktu zwłoki rozstrzelanych wrzucono do uroczyska Czterech Braci w okolicy miasta.
Według oficjalnej witryny monasteru już w latach 70. XX wieku pojawił się nieformalny kult zamordowanej rodziny carskiej. Wierni przychodzili na miejsce pochówku Romanowów, traktując je jak grób świętych. 7 lipca 1991 z błogosławieństwa arcybiskupa jekaterynburskiego i wierchoturskiego Melchizedeka w uroczysku ustawiono pamiątkowy krzyż. Miejsce to stało się celem oficjalnych procesji i nabożeństw (pierwszą Świętą Liturgię odsłużono w 1995). W 2000 kult rodziny carskiej został usankcjonowany przez Sobór Biskupów Rosyjskiego Kościoła Prawosławnego, który zaliczył Romanowów w poczet świętych z tytułem świętych cierpiętników (strastotierpcy).
W 2000 patriarcha moskiewski i całej Rusi Aleksy II wyraził myśl, iż najlepszym upamiętnieniem miejsca ich pochówku byłoby wzniesienie monasteru. W październiku tego samego roku arcybiskup jekaterynburski i wierchoturski Wincenty położył kamień węgielny pod budowę głównej cerkwi Świętych Cierpiętników Carskich w przyszłym kompleksie klasztornym. Monaster został oficjalnie założony przez tego samego hierarchię 28 grudnia 2000. W następnych latach w kompleksie zabudowań klasztornych wzniesiono kolejne świątynie: św. Serafina z Sarowa, św. Sergiusza z Radoneża, św. Mikołaja, św. Hioba oraz nadbramną cerkiew Iwerskiej Ikony Matki Bożej. Cerkiew św. Hioba i cerkiew nadbramna uległy zniszczeniu w pożarze. W 2013 położony został kamień węgielny pod budowę kolejnej cerkwi, na patronkę której wybrano ikonę Matki Bożej „Władająca”. W 2014 metropolita jekaterynburski i wierchoturski Cyryl odprawił w tejże świątyni pierwsze nabożeństwo, zaś rok później budowla została w pełni ukończona i wyświęcona.
W klasztorze przechowywany jest krzyż z relikwiami 40 różnych świętych oraz z fragmentem drzewa Krzyża Pańskiego, który uważany jest za cudowny (w niewyjaśniony sposób wydziela mirrę), ikona św. Mikołaja należąca pierwotnie do ostatnich Romanowów, jak również ikona Matki Bożej znajdująca się pierwotnie w celi świętego mnicha Serafina z Sarowa. Przy monasterze działa muzeum poświęcone Mikołajowi II i jego rodzinie, eksponujące m.in. przedmioty należące do Romanowów w okresie uwięzienia w Jekaterynburgu.